# 3007 Reaves
3007 Reaves è un asteroide della fascia principale. Scoperto nel 1979, presenta un'orbita caratterizzata da un semiasse maggiore pari a 2,3683458 UA e da un'eccentricità di 0,1329928, inclinata di 8,33654° rispetto all'eclittica.
L'asteroide è dedicato all'astronomo statunitense Gibson Reaves.